# Raphaelswerk

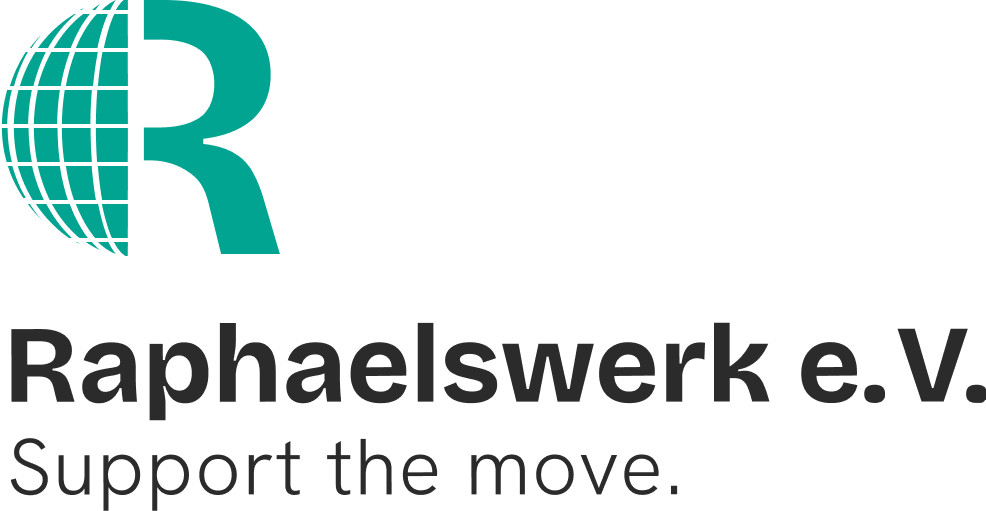
Logo Raphaelswerk

Das Raphaelswerk ist ein eingetragener Verein mit Sitz in Hamburg im Bereich der Auswandererberatung und berät Auswanderer, Auslandstätige, Flüchtlinge, binationale Paare und Rückkehrer.
Namensgeber des Vereins ist der Erzengel Raphael, der als Schutzengel der Reisenden gilt.

## Geschichte

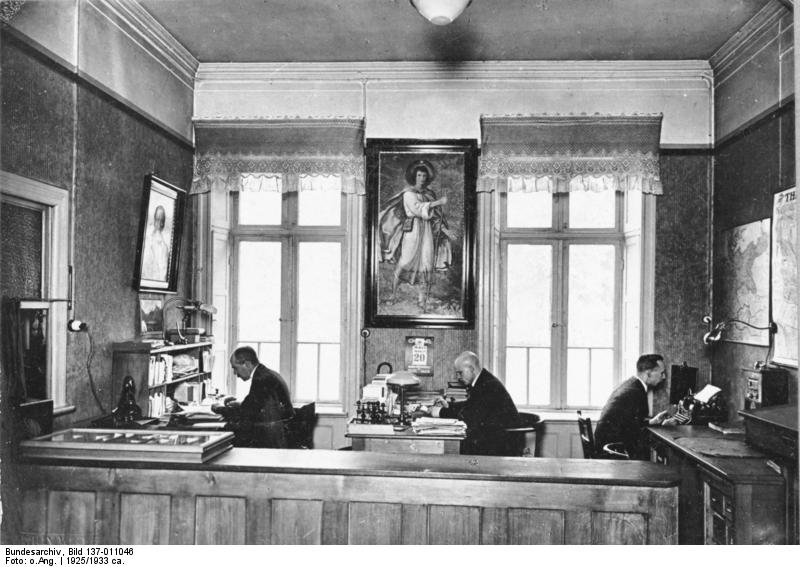
Auskunftsbüro des Raphaelsvereins in Hamburg, 1925

Im Jahr 1871 wurde der „Verein zum Schutze Katholischer Auswanderer“ vom Limburger Kaufmann Peter Paul Cahensly (1838–1923) mit dem Ziel gegründet, katholischen Auswanderern auf dem Weg in ihre neue Heimat Sicherheit und Begleitung zu bieten. Im Jahr 1865, auf der Katholikenversammlung in Trier, hatte sich Cahensly für die „Rettung von Tausenden und Millionen gefährdeter Auswanderer“ starkgemacht. Auf dem Katholikentag in Mainz 1871 kam es zur Gründung des St.-Raphaels-Vereins, der 1878 seine päpstliche Anerkennung durch Papst Leo XIII. erhielt. Erster Präsident wurde Fürst Karl zu Isenburg-Birstein (1838–1899).
Ziel der Initiative war es, die Bedingungen für Auswanderer zu verbessern, ihnen eine unparteiische Beratung zu bieten und sie vor dem Einfluss skrupelloser Agenten zu schützen. Dabei war die Unterstützung zumeist sehr konkret. Es ging um die Besorgung von Fahrkarten und Arbeitsmöglichkeiten sowie um die kirchliche Einbindung im Zielland, teilweise wurden die Auswanderer von Mitarbeitern des Raphaelswerkes auf Schiffen ins ausländische Zielgebiet begleitet. Seine Tätigkeit erstreckte sich zudem auf die katholischen Seeleute und Matrosen, in Deutschland auch auf italienische Gastarbeiter und auf die Unterstützung der Bestrebungen der Mädchenschutzvereine und des deutschen Nationalkomitees zur Bekämpfung des Mädchenhandels.
In der Zeit vor dem Zweiten Weltkrieg befürwortete Lorenz Werthmann, Geschäftsführer des Raphaelsvereins, den Kolonialismus, da er in ihm eine Möglichkeit zur Heidenmission sah.
Am Vorabend des Zweiten Weltkrieges war der St.-Raphaels-Verein bemüht, Verfolgten des NS-Regimes die Flucht von Deutschland nach Südamerika – hauptsächlich nach Brasilien – zu ermöglichen. Die Deutsche Bischofskonferenz unterstützte den Verein finanziell, der Vatikan erreichte auf diplomatischem Wege in den südamerikanischen Botschaften die Vergabe von Visa an Flüchtlinge. Bei den Verfolgten handelte es sich vor allem um Katholiken jüdischer Abstammung („katholische Nicht-Arier“), die von den Nürnberger Rassengesetzen betroffen waren. Im Jahr 1941 wurde der St.-Raphaels-Verein durch die Geheime Staatspolizei verboten. Er wurde aber 1946 wiederbelebt und hat seitdem weitere Millionen Deutsche und Ausländer bei der Auswanderung beraten. Im Diözesanarchiv Hamburg befinden sich die Akten des Generalsekretariats.

## Auftrag und Ziel
Der Verein berät im Auftrag der Deutschen Bischofskonferenz bundesweit Auswanderer und Auslandstätige unabhängig von ihrer Nationalität, ihrem rechtlichen Status und ihrer Religionszugehörigkeit.
Den rechtlichen Rahmen der Beratung bildet das Auswandererschutzgesetz vom 26. März 1975 in der Novellierung von 2013. Mit diesem Gesetz übernimmt der Staat eine Schutzfunktion für seine Bürger. Auswanderer sollen nicht aus kommerziellem Eigeninteresse beraten werden, sondern Zugang zu möglichst objektiven und umfassenden Informationen erhalten. Die Beratung soll davor bewahren, den Schritt ins Ausland unüberlegt zu gehen.
Die Beratung im Raphaelswerk hat das Ziel, die konkreten Fragen der Ratsuchenden zu beantworten, sie umfassend zu informieren und auf möglichst viele Aspekte ihres Vorhabens aufmerksam zu machen. Die Ratsuchenden werden unterstützt, ihren Plan realistisch einzuschätzen, damit sie für sich eine tragfähige Entscheidung treffen. Die Begleitung im Entscheidungsprozess geschieht auf der Basis des christlichen Menschenbildes, das den Menschen nicht auf Aspekte wie Karriere und Verdienst reduziert, sondern ihn in seinem sozialen Kontext sieht und die religiöse Dimension einbezieht.

## Arbeitsgebiete
Der Verein berät:
- Auswanderer: Deutsche, die dauerhaft ihren Wohnsitz in ein anderes Land verlegen möchten.
- Auslandstätige: Menschen, die vorübergehend im Ausland arbeiten wollen.
- Weiterwanderer: Ausländer, vor allem Flüchtlinge, die nach neuen Perspektiven in einem Drittland suchen.
- Rückkehrer: Ausländer, vor allem Flüchtlinge, die in ihr Herkunftsland zurückkehren möchten oder müssen, und Deutsche mit dem Wunsch, nach Deutschland zurückzukehren.
- Binationale Partnerschaften und Familien

## Struktur
Der Verein ist einem doppelten kirchlichen Auftrag verpflichtet, der einerseits direkt von der Deutschen Bischofskonferenz erteilt ist, andererseits aus dem Status als anerkannter zentraler Fachverband im Deutschen Caritasverband erwächst.
Es ist als gemeinnützig anerkannte Verein organisiert und unterhält ein Generalsekretariat in Hamburg. Vorsitzender des Vereins ist Berthold Bonekamp, Dompropst im Erzbistum Hamburg. Generalsekretärin und damit Bundesgeschäftsführerin ist Birgit Klaissle-Walk.
Bundesweit existiert ein Netz von Beratungsstellen in Trägerschaft von Caritasverbänden. Die Berater verfügen sämtlich über die Genehmigung zur Auswanderungsberatung.

## Generalsekretäre

### St.-Raphaels-Verein (ab 1899 St. Raphaels-Verein e. V.)
- 1899–1919: Peter Paul Cahensly
- 1920–1930: Georg Timpe SAC
- 1930–1940: Max Größer SAC
- Juni 1940 – Juni 1941 Alexander Menningen SAC
- Februar – Oktober 1946 Peter Hahn SAC
- 1946–1975: Friedrich Fröhling SAC

### Raphaelswerk e.V. (ab 1977)
- 1976–1990: Victor Mohr
- 1990–1996: Christopher Layden
- 2000–2012 Gabriele Mertens
- seit 2012: Birgit Klaissle-Walk